# Calcarichelys gemma
Calcarichelys gemma Zangerl, 1953 è una tartaruga estinta appartenente alla famiglia Protostegidae. Visse nel Cretacico superiore, tra Santoniano e Campaniano (circa 84,9 - 70,6 milioni di anni fa) e i suoi resti fossili sono stati ritrovati in Nordamerica, nell'Alabama.

## Descrizione
Al contrario della maggior parte degli animali simili (i protostegidi), Calcarichelys non era una tartaruga di grandi dimensioni: il carapace raggiungeva una lunghezza di circa 30 centimetri. Questo animale era caratterizzato da un'insolita carena neurale e un margine periferico fortemente dentellato (tranne nella parte anteriore). Erano inoltre presenti piastre neurali insolitamente alte e molto appuntite, che si alternavano ad altre piastre quasi piatte e a forma di sella. La piastra pigale era molto stretta, mentre lo hyoplastron era quasi rettangolare. In generale, l'aspetto di Calcarichelys doveva ricordare quello di una tartaruga marina dotata di spine sul carapace.

## Paleobiologia
Le bizzarre strutture dorsali di Calcarichelys erano sicuramente a scopo difensivo. Le spine dovevano essere un'arma efficace contro predatori di grandi dimensioni come i mosasauri, dal momento che al contrario di altri protostegidi Calcarichelys non poteva affidarsi alla grande taglia.

## Tassonomia
I fossili di questo animale vennero descritti per la prima volta a Burkville, nei pressi di Montgomery in Alabama, da C.M. Barber nel 1946. Altri fossili ritrovati nel 1949 da Barber Greene condussero Rainer Zangerl a istituire il nuovo taxon Calcarichelys gemma nel 1953. L'esemplare del 1953 era così ben conservato che venne soprannominato "la gemma", da cui l'epiteto specifico.  
Calcarichelys è considerato un membro dei protostegidi, un gruppo di tartarughe marine dalle caratteristiche piuttosto primitive, vissute nel corso del Cretaceo. I più stretti parenti di Calcarichelys erano probabilmente i membri del genere Chelosphargis, un'altra tartaruga marina i cui fossili sono stati ritrovati in Alabama e in Kansas. Lo studio di Zangerl del 1953 istituì la sottofamiglia Chelospharginae per questi due generi, denotando un livello più primitivo dell'organizzazione dei tipici protostegidi, anche se alcune caratteristiche specializzate richiamavano la sottofamiglia tipica (Protosteginae). 
È interessante notare come queste tartarughe più piccole e morfologicamente primitive si diffusero ampiamente sia nel Canale Interno Occidentale che nell'oceano aperto (Atlantico), mentre le gigantesche protostegidi come Archelon e Protostega rimasero confinate nel mare interno. Un altro animale dalle caratteristiche carene dorsali, ma non strettamente imparentato, è Protosphargis rinvenuto in Italia.